# Burabai

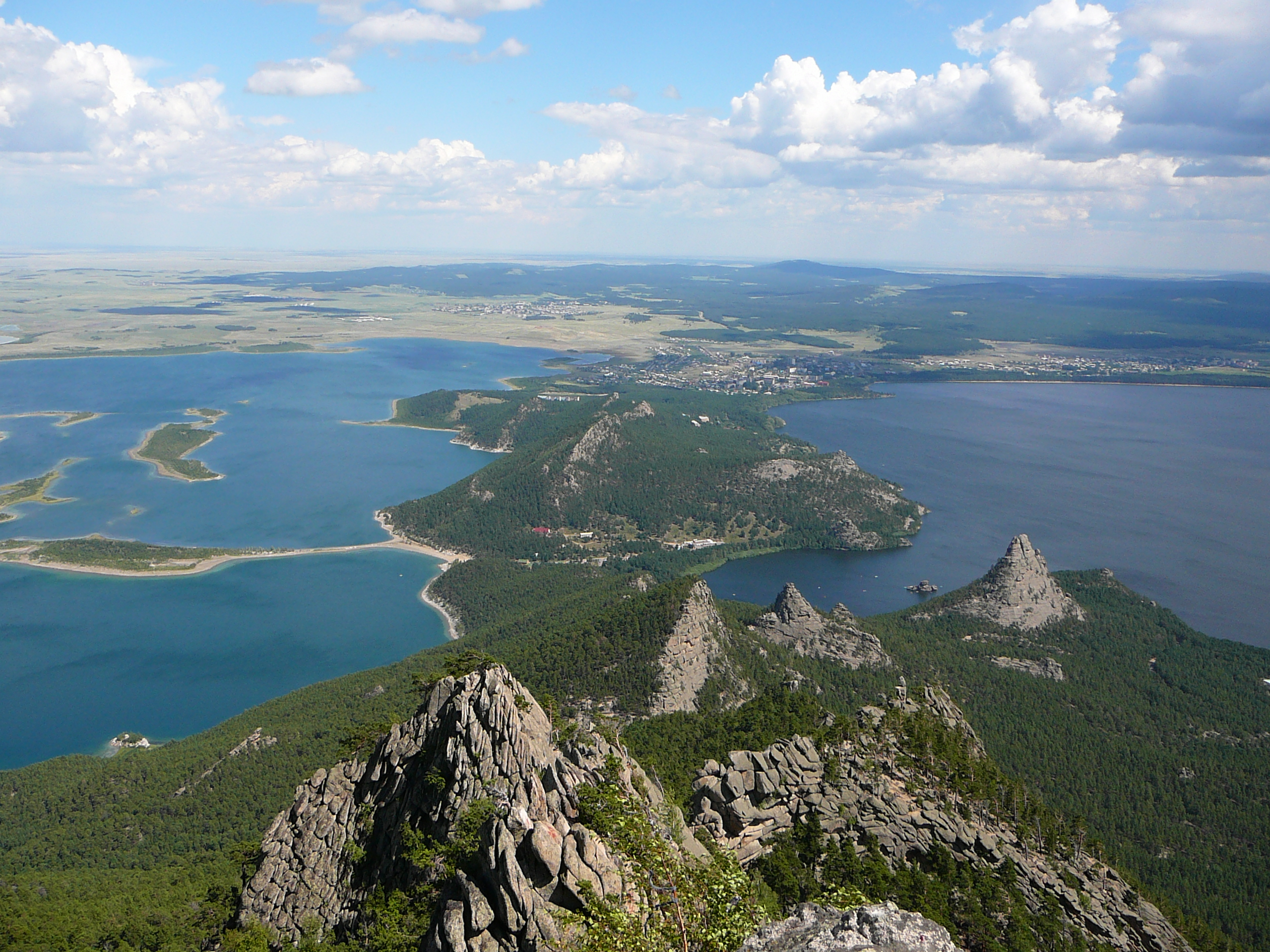
Blick vom Kökschetau auf die Siedlung Burabai zwischen den Seen Borowoje und Bolschoje Tschebatschje

Burabai (kasachisch Бурабай, offiziell auch russisch seit 2007; davor Borowoje, Боровое) ist eine Siedlung in Kasachstan. In der Umgebung liegt der im August 2000 gegründete staatliche Nationalpark Burabai.

## Nationalpark
Der im Norden Kasachstans, im Kökschetau-Massiv im Gebiet Akmola gelegene Nationalpark Burabai wird auch „Perle Kasachstans“ oder „Kasachische Schweiz“ genannt. Er erstreckt sich in einer malerischen Berglandschaft, die reich an Felsgebilden, klaren Seen und  Fichtenwäldern ist. Im Park gibt es 14 große und zahlreiche kleine Seen, darunter Schtschutschje, Borowoje und Kotyrkol. Als Visitenkarte von Burabai gilt die so genannte Blaue Bucht. Der höchste Berg des Parks heißt Kökschetau (kasachisch für „Blauer Berg“, russisch Sinjucha, 947 m). Südlich des Kökschetau liegen die Berge Burabai (690 m) und Scheke-Batyr („der einsame Krieger“, 826 m).
Die Fauna von Burabai zählt über 305 Wirbeltierarten, die Flora über etwa 800 Steppen-, Wiesen-, Moor- und Salzbodenpflanzenarten.

## Name
Der Name des Ortes und des Parks ist mit einer Legende verbunden, nach der er von Wort Bura, kasachisch für „Kamel“, kommt welches vor einer kommenden Gefahr warnte und so das kasachische Volk rettete. Die Form eines der Felsen erinnert an das Kamel aus der alten Legende.

## Persönlichkeiten
- Michail Iljinski (1856–1941), russischer Chemiker; starb in Borowoje
- Fjodor Schtscherbatskoi (1866–1942), russischer Indologe; starb in Borowoje